# Ejer Bjerge

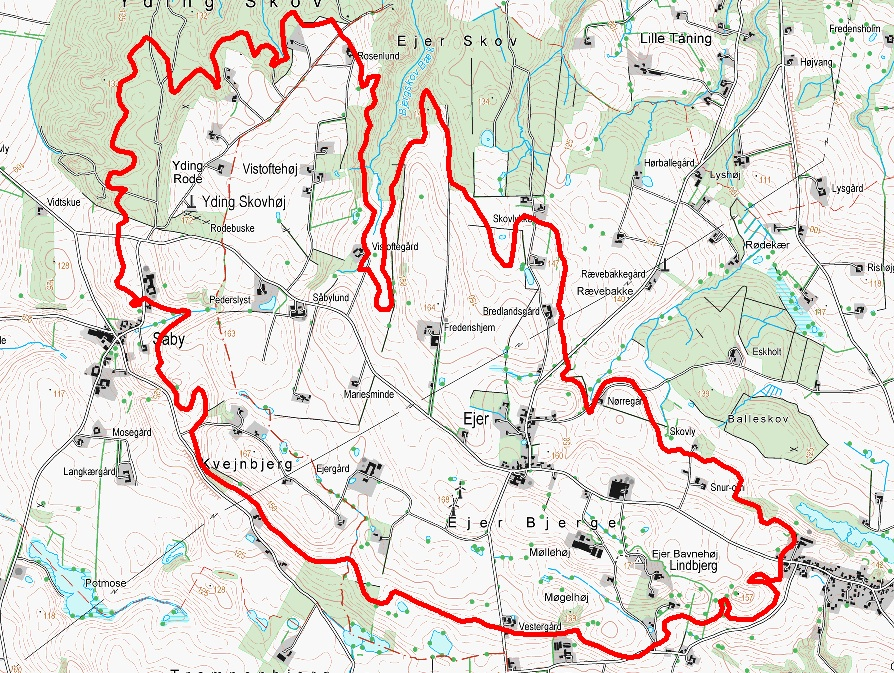
Karta som visar gränsen för Ejer Bjerge.

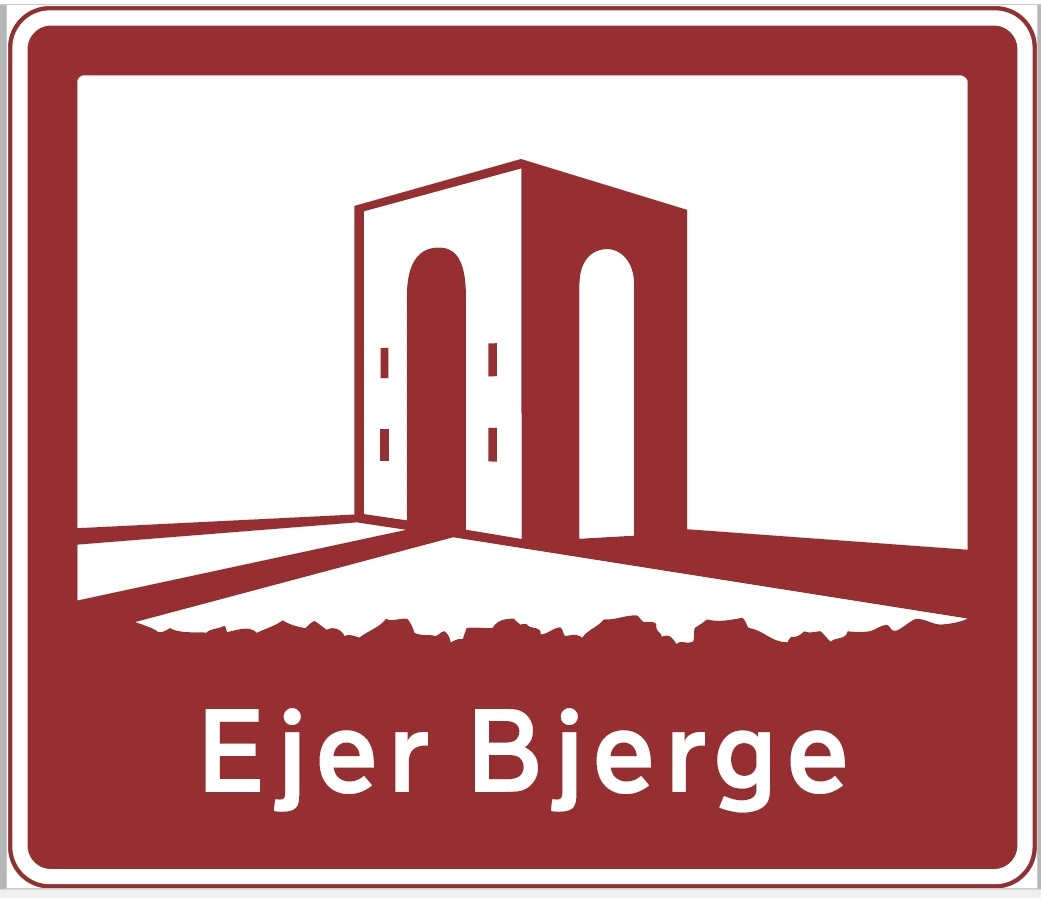
Turistområdesskylt.

Ejer Bjerge är ett sammanhängande, 5-6 kvadratkilometer stort, kuperat landskap mellan Horsens och Skanderborg i östra Jylland som avgränsas av en höjdkurva på 140 meter över havet. Inom området finns många av Danmarks högsta kullar såsom Vistofte, Lindbjerg, Møgelhøj, Ejer Bavnehøj, Yding Skovhøj och Møllehøj. 
Ejer Bjerge är ett relativt nytt begrepp. Området utnämndes till nationell sevärdhet år 2013 av Naturstyrelsen, Kulturstyrelsen och turistorganisationen Visit Denmark. Därmed blev Ejer Bjerge också upptagna på danska vägverkets (Vejdirektoratet) lista över drygt 200 nationella sevärdheter. I oktober 2014 skyltades alla vägar som går in och ut ur området med turistområdesskyltar. Utnämningen löste det dilemma som uppstod när Geodatastyrelsen lät mäta upp Danmarks högsta punkter år 2005. Man fann och namngav några nya, bland andra Vistofte och Margretelyst SØ. Flera av de högsta punkterna ligger mycket nära varandra och kanske inte alltid bör räknas som separata "toppar".
Från Ejer Bjerge har man utsikt över ett moränlandskap. Under senaste istiden var Ejer Bjerge nämligen inte täckta av is, så här kan man tydligt se isranden. Om vädret är klart ser man Himmelbjerget och ända till Samsø och Lilla Bältbron härifrån. En vandringsled går från Ejer Bavnehøj til Møgelhøj via Møllehøj. Den är en del av "BestigBjerge", en friluftsaktivitet där man kan bestiga toppar och samla höjdmeter på danska berg.